# Andrijiwka (rejon berdiański)
Andrijiwka (ukr. Андріївка) – osiedle typu miejskiego na Ukrainie w rejonie berdiańskim obwodu zaporoskiego.

## Historia
Status osiedla typu miejskiego posiada od 1957.
W 1989 liczyła 4017 mieszkańców.
W 2013 liczyła 2976 mieszkańców.